# Catocala thomsoni
Catocala thomsoni là một loài bướm đêm trong họ Erebidae.